# Elecciones legislativas de Corea del Sur de 2016
Las elecciones legislativas de Corea del Sur de 2016 se celebraron el 13 de abril de 2016 para elegir a los miembros de la Asamblea Nacional. 
La elección supuso una victoria para el Partido Demócrata ya que las encuestas habían pronosticado que el poder de Saenuri se mantendría. Sin embargo, el Partido Demócrata tuvo éxito al obtener un asiento más que el derechista Saenuri. En los escaños elegidos proporcionalmente, Saenuri mantuvo el primer lugar, el centrista Partido del Pueblo quedó en segundo lugar y Demócrata en tercera posición.
La elección dio un resultado destacado, conformando un parlamento sin mayoría absoluta por primera vez desde las elecciones de 2000. El Partido del Pueblo consiguió una muy importante representación en estos comicios, estableciendo un nuevo reparto de poder en la Asamblea Nacional, eliminando el bipartidismo de Saenuri y Demócrata. Tras el conocimiento de los resultados, el líder de Saenuri, Sr. Kim Moo-sung anunció su dimisión. Esta elección fue la primera oportunidad para el Partido del Pueblo de formalizar su existencia y también primera vez después de la disolución del controvertido partido pro-norcoreano de izquierda, Partido Progresista Unificado y también los cambios en los distritos electorales. En las elecciones generales de 2012, Saenuri, el partido del poder, aseguró su mayoría por escasos escaños, ganando 152 asientos de 300.
Las elecciones de parlamentarias fueron la antesala de las presidenciales entonces destinadas a celebrarse en R de 2017. Estas posteriormente fueron adelantadas para el 9 de mayo por el proceso de destitución de Park Geun-hye que su puso el fin del gobierno de Saenuri.

## Sistema electoral
De los 300 escaños de la Asamblea Nacional, 253 escaños son elegidos por el sistema de escrutinio mayoritario y 47 por el sistema representativo.

## Redistibución de los distritos electorales
En 2014, el Corte Constitucional sentenció que la diferencia de población entre los distritos electorales debería ser modificada para las elecciones de 2016. Según su decisión, la diferencia entre los distritos más grandes y pequeños debe mantener la tasa de 2 a 1 y ninguno podrá poseer más del 30% de electores que otro distrito.
A pesar de que la fecha límite del cambio había sido fijada el 31 de diciembre de 2015, nada se hubo realizado para aquel día debido al mal funcionamiento de Asamblea. Considerando esta situación de emergencia, la Comisión Electoral Nacional permitió a los candidatos hacer su campaña en su distrito sin el nuevo mapa electoral. La crisis fue finalmente solucionada en febrero de 2016 por el acuerdo entre los dos partidos que estableció el nuevo diseño en Asamblea Nacional. Se aumentó el número de asientos elegidos de forma mayoritaria de 246 a 253, mientras que los del sistema representativo fueron reducidos a 47.
| Región  | Número cambiado | Número cambiado | Región                | Número cambiado | Número cambiado | Región               | Número cambiado | Número cambiado |
| ------- | --------------- | --------------- | --------------------- | --------------- | --------------- | -------------------- | --------------- | --------------- |
| Seúl    | 48 → 49         | +1              | Ulsan                 | 6 → 6           | 0               | Jeolla del Sur       | 11 → 10         | −1              |
| Busan   | 18 → 18         | 0               | Gyeonggi              | 52 → 60         | +8              | Gyeongsang del Norte | 15 → 13         | −2              |
| Daegu   | 12 → 12         | 0               | Gangwon               | 9 → 8           | −1              | Gyeongsang del Sur   | 16 → 16         | 0               |
| Incheon | 12 → 13         | +1              | Chungcheong del Norte | 8 → 8           | 0               | Jeju                 | 3 → 3           | 0               |
| Gwangju | 8 → 8           | 0               | Chungcheong del Sur   | 10 → 11         | +1              | Sejong               | 1 → 1           | 0               |
| Daejeon | 6 → 7           | +1              | Jeolla del Norte      | 11 → 10         | −1              | Representación       | 54 → 47         | −7              |

## Recolocación de oposición
En 2012, el Corte Constitucional sentenció la disolución del partido izquierdista Partido Progresista Unificado por su potencial relación con Corea del Norte. La desintegración del partido resultó en la hegemonía del Partido de la Justicia en el campo progresista en Asamblea Nacional. La Confederación Coreana de Trabajadores, una de las mayores uniones laborales de Corea del Sur, apoyó al Partido de la Justicia. Se preveía que candidatos y asambleístas del Partido de la Justicia obtendrían resultados similares con los del Partido Demócrata que daba influencia sobre la votación de los apoyadores de Justicia a dar sus votos a Demócrata en elecciones.

## Punto muerto
La 19° Legislatura de la Asamblea Nacional ganaba su fama como “estado aglutinante”. Durante casi 5 años, los congresistas solamente trataron un tercio de todas las leyes introducidas a debate. En febrero de 2016, los diputados del Partido Demócrata lograron el filibusterismo legislativo más extenso del mundo a fin de impedir el debate y votación del proyecto de ley antiterrorista. A fin de ganar más fuerza, Saenuri combinaba su plan de ganar la supermayoría de 180 escaños en estas elecciones, diciendo que el apoyo de los electores era necesario logar el proceso de legislación con el gobierno.

### Dato y proceso
La elección fue convocada para el 13 de abril de 2016, de acuerdo a lo establecido en el artículo N° 34 del Proyecto de Elección Pública Oficial, que especifica día de votación para elegir a los asambleístas en el primer miércoles desde 50° día antes de la expiración de primera sesión de Asamblea Nacional en ejercicio. Los electores debían estar inscritos y tener al menos 19 años en el día de votación, certificados en la mesa electoral con un documento de identificación. Las votación se extendió desde las 6 hasta las 18 h. KST. (21 h, del día 12 - 9 h. del día 13 de abril, UTC).
Desde 2009, se permite el voto en el extranjero, quienes empezaron a votar entre el 30 de marzo y el 4 de abril. Por primera vez en una elección general, el voto temprano fue adoptado y la comisión nacional de elección también permitió las votaciones tempranas en los locales de sufragio. El período temprano para votar continuó los días 8 y 9 de abril, alcanzando el índice de 12.2 % de los votantes totales.

## Partidos y cantidatos
Los cuatro partidos principales que compitieron en 2016:
- Partido Saenuri (lit. "Partido de las Nuevas Fronteras"), liderado por Kim Moo-sung, en el poder[17]
- Partido Demócrata de Corea (lit. "Partido Demócrata Juntos"), liderado por Kim Chong-in, el partido principal de la oposición. Representa al liberalismo en el país.[18]
- Partido del Pueblo (국민의당), liderado por Ahn Cheol-soo y Chun Jung-bae, fundado en el principio de 2016 al escindirse desde Demócrata.[19]
- Partido de la Justicia, con su líder, la asambleístas Sim Sang-Jung. Es el único que representa al campo progresista.[20]

### Nominación de candidatos
El proceso de elegir candidato en Saenuri fue muy controvertido. Muchos de los miembros en la comisión de nominación atacaba a Kim Moo-sung por intervenir en la autorización,  como así también la comisión excluyó unos candidatos que se ven mantener posición contra los dirigentes y la presidenta Park Geun-hye. Muchos de miembros excluidos de Saenuri salieron del partido, competiendo como independientes. El 4 de abril, el portavoz del partido anunció que durante la selección de los candidatos, el partido había causado furor de sus apoyadores.

## Campaña
Las campañas oficialmente empezaron en marzo 30 desde abril 12. Bajo el proyecto, cada candidato solamente puede enviar 5 mensajes de texto a cada votante solamente antes del término de su publicación.

### Seguridad nacional
Los temas sobre la seguridad nacional fueron un asunto principal de argumento entre Saenuri y Demócrata, mientras que el Partido del Pueblo se centró en otras políticas.
Saenuri reclamaba una línea dura contra Corea del Norte, y el líder Kim Moo-sung criticó al Partido Demócrata por su actividad pro-norcoreano porque el Partido Demócrata y otros trataron de reabrir la operación de Región Industrial de Kaesong, que había sido operado ambos por ambas coreas, pero ha sido cerrado desde febrero de 2016. Sobre su ataque, Demócrata lo rechazó por considerar este asunto como  económico, no como político.
El gobierno surcoreano hizo anuncio de unos casos de los desertores norcoreanos justo antes de elección, causando opinión negativa como una estratégico electoral para el partido en poder. Un reportaje surcoreano publicó 
Un medio de prensa local citó una fuente gubernamental oficial cuyo nombre se desconoce; esta manifiesta que el gobierno surcoreano ha desestimado las objeciones del Ministerio de Unificación de publicar las deserciones. El Ministerio de Unificación negó cualquier conexión entre los anuncios y la campaña electoral.

### Asuntos económicos
La economía de Corea del Sur era un tema dominante de todos los argumentos, como Saenuri apoyaba las reformas para los empresarios, esto resultó en un gran ataque desde la oposición sobre la tasa de desempleo de los jóvenes y la debilitación económica. El partido en el poder trató de buscar los apoyos para la reforma laboral iniciada por la presidenta Park que tenía la intención de recortar el desempleo aumentando la flexibilidad sobre los contratos. Causando fuerte repulsión desde los obreros y también de las uniones de trabajadores,  ellos alegan que nuevo proyecto disminuya los derechos laborales. Demócrata atacó al gobierno y al partido Saenuri por operación insolvente sobre la economía, y lo usaba como el contenido de su campaña.

## Encuestas
Las encuestas de opinión desde antes de la elección habían sugerido que el partido Saenuri ganaría la elección de manera fácil, y fueron confundidos por Saenuri de bajo rendimiento en las circunscripciones y el éxito comparativo del Partido Demócrata y el Partido del Pueblo. La encuesta de salida de KBS el 13 de abril mostró al partido Saenuri ganando una popularidad entre 121 y 143 escaños y el Partido Demócrata teniendo 101y 123; otras encuestas de salida proyectaron resultados similares. La ley surcoreana ha prohibido la publicación de encuestas en la semana anterior a las elecciones pues desde el 7 de abril.

## Resultados

Los 300 escaños en la Asamblea Nacional luego de los resultados de la elección de 2016.

Antes de las elecciones, se daba por sentado que Saenuri ganaría debido a la división de la oposición y también a la situación de seguridad nacional. Como los asambleístas de Saenuri deseaba ganar más de 180 puestos, la gran mayoría aseguraría su objetivo. A la diferencia con expectación, sin embargo, el partido Saenuri fue derrotado, perdiendo su mayoría en la Asamblea. El Partido Demócrata ganaba un puesto más que Saenuri y así es que la oposición prevalece contra Saenuri o el partido de poder, "por primera vez en 16 años", El centrista, Partido del Pueblo también ha surgido como nueva fuerza en la política surcoreana, produciendo la balanza y eliminando los conflictos solamente entre dos gigantes poderes. Los resultados claramente serán gran problema para la presidenta Park, que tendrá conflicto de avanzar su política sin un apoyo de la oposición. Los fuentes de las noticias nombran Park como una líder de pato rengo y el periódico surcoreano Chosun Ilbo dijo que su administración vaya tener el período de pato rengo más temprano que las anteriores.
11 independientes fueron elegidos, de que siete asambleístas eran los asambleístas de Saenuri que no habían nombrados finalmente en el proceso de nominación antes de las elecciones. Por otra parte, unas figuras prominentes de Saenuri perdieron en las elecciones incluso Sr. Oh Se-hoon, el mayor anterior de Seúl y un candidato potencial del próximo presidente en 2017; Sr. Lee Jae-oh, el asambleísta y candidato anterior del presidente; Hwang Woo-yea, el ex primer ministro.